# Wörterbuch der deutschen Gegenwartssprache

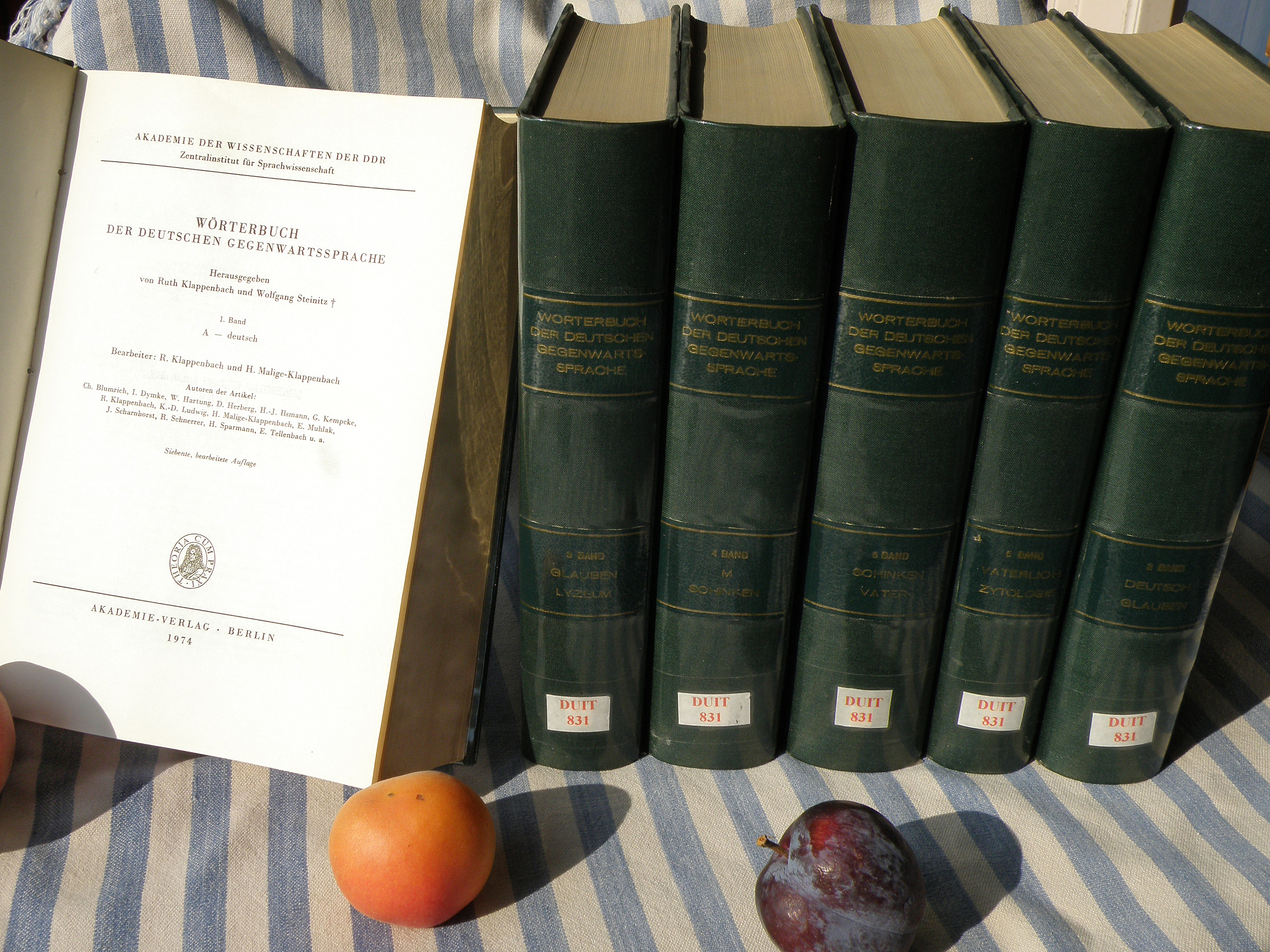

Das Wörterbuch der deutschen Gegenwartssprache (WDG) ist ein deutsches Wörterbuch.

## Geschichte
Es wurde in Berlin an der Deutschen Akademie der Wissenschaften (ab Oktober 1972: Akademie der Wissenschaften der DDR) zwischen 1952 und 1977 unter der Leitung von Ruth Klappenbach und Wolfgang Steinitz erarbeitet. Das Wörterbuch erschien in 6 Bänden und wurde bis zum Ende der DDR bandweise versetzt nachgedruckt. Das WDG umfasst über 4.500 Seiten und enthält knapp 100.000 Stichwörter. In Konzeption und Quellenauswahl war es seiner Zeit weit voraus und wurde daher auch als Vorbild vieler Wörterbuchprojekte herangezogen, so etwa vom Großen Wörterbuch der deutschen Sprache des Dudenverlags (1976–1981).

## Rezension
Im Westen wurde das Werk zu DDR-Zeiten kaum rezensiert oder gar in seiner Bedeutung erkannt und gewürdigt. Das hing sicherlich auch damit zusammen, dass es ab Band 4 an die marxistisch-leninistische Weltanschauung angepasst wurde. Stichwörter wie „Nation“ und „Produktion“ in den ab 1970 erschienenen Bänden 4 bis 6 sind von den neuen Vorgaben geprägt, und auch die Neuauflagen der Bände 1 bis 3 (so das Stichwort „deutsch“) wurden entsprechend überarbeitet. Insgesamt erscheinen etwa 3 % der Begriffserklärungen und kommentierenden Bemerkungen in diesem Sinne ideologisch beeinflusst.

## Digitalisierung
Im Februar 2002 startete die Berlin-Brandenburgische Akademie der Wissenschaften das Projekt, das sechsbändige WDG zu digitalisieren und elektronisch nutzbar zu machen. Im März 2003 wurde die erste Version des digitalen WDG zur Testbenutzung freigeschaltet. Nach diversen Überarbeitungen wurde im Juli 2009 eine zweite Version des digitalen WDG präsentiert, das Digitalisierungsprojekt war damit weitgehend abgeschlossen. Der Inhalt des WDG bildet heute zusammen mit Teilen des Großen Wörterbuchs der deutschen Sprache von Duden den Kernbestand des Digitalen Wörterbuchs der deutschen Sprache des 20. Jahrhunderts (DWDS). Das DWDS bietet die Möglichkeit, mit Suchbegriffen gezielt auf die Inhalte des WDG zuzugreifen.